# Красный Увал
Красный Увал — деревня в Чумлякском сельсовете Щучанского района Курганской области.

## География
Расположена у реки Миасс, в 2,5 км к северо-востоку от центра сельского поселения села Чумляк.

## Население
| 1989 | 2002 | 2010 |
| ---- | ---- | ---- |
| 63   | ↗75  | →75  |

Национальный состав
Согласно результатам Всероссийской переписи населения 2002 года, в национальной структуре населения русские составляли 95 %.